# 古海厳潮
古海 厳潮（ふるみ いずしお、1865年10月30日（慶応元年9月11日） - 1938年8月7日）は、日本陸軍の軍人。最終階級は陸軍中将。

## 経歴
愛媛県出身。1887年（明治20年）7月、陸軍士官学校（旧9期）を卒業し歩兵少尉に任官。1891年（明治24年）11月、陸軍大学校に入学するが、日清戦争開戦のため1894年（明治27年）7月に中退。戦後、1896年（明治29年）2月、陸大に復校し、1896年（明治29年）3月、陸大（10期）を優等で卒業。参謀本部第3部に配属された。
日露戦争に出征。1905年（明治38年）1月、鴨緑江軍参謀となり、奉天会戦などに参戦した。1907年（明治40年）7月、第5師団参謀長に就任し、同年11月、歩兵大佐に昇進。
1909年（明治42年）11月、第18師団参謀長に移る。1912年（明治45年）4月、陸軍少将に進級し歩兵第36旅団長となる。1914年（大正3年）4月、朝鮮駐剳軍参謀長に異動。1916年（大正5年）4月、朝鮮駐剳憲兵司令官となり、朝鮮総督府警務総長を兼務した。
1916年8月、陸軍中将に進んだ。1918年（大正7年）7月、第17師団長に親補された。1921年（大正10年）7月、予備役編入となった。

## 栄典
位階
- 1890年（明治23年）10月15日 - 正八位[1]
- 1892年（明治25年）1月27日 - 従七位[2]
- 1897年（明治30年）2月10日 - 正七位[3]
- 1902年（明治35年）4月11日 - 従六位[4]
- 1905年（明治38年）4月7日 - 正六位[5]
- 1907年（明治40年）12月27日 - 従五位[6]
- 1916年（大正5年）9月11日 - 従四位[7]
- 1918年（大正7年）10月10日 - 正四位[8]
- 1921年（大正10年）8月19日 - 従三位[9]

勲章等
- 1902年（明治35年）11月29日 - 勲五等瑞宝章[10]
- 1905年（明治38年）11月30日 - 勲四等瑞宝章[11]
- 1921年（大正10年）7月1日 - 第一回国勢調査記念章[12]